# Архангельський собор (Москва)
Собо́р свято́го Архістрати́га Михаї́ла (Арха́нгельський собор) в Кремлі́ — православний храм, освячений на честь одного з архангелів, розташований на Соборній площі Московського кремля, пам'ятник російської архітектури. Починаючи з Івана Калити і до кінця XVIII століття був усипальницею великих князів і царів.

## Історія

### Заснування собору
Достовірних даних про час появи в Кремлі собору не збереглося. Існує припущення про те, що перша дерев'яна церква в честь архангела Михаїла була побудована в Кремлі князем Михайлом Ярославовичем, братом Олександра Ярославовича Невського, який в 1247—1248 роках був московським князем. Однак більш обґрунтованою представляється гіпотеза, що пов'язує виникнення даного Собору із загальною для Московщини традицією княжого храмобудівництва.
Першим достовірним повідомленням про Архангельський собор є літописні дані про будівництво в 1333 році Іваном Калитою кам'яної церкви на честь архангела Михаїла, зведеної протягом одного року. У 1344/45-1346/47 роках при синові Івана Калити Семені Гордому.

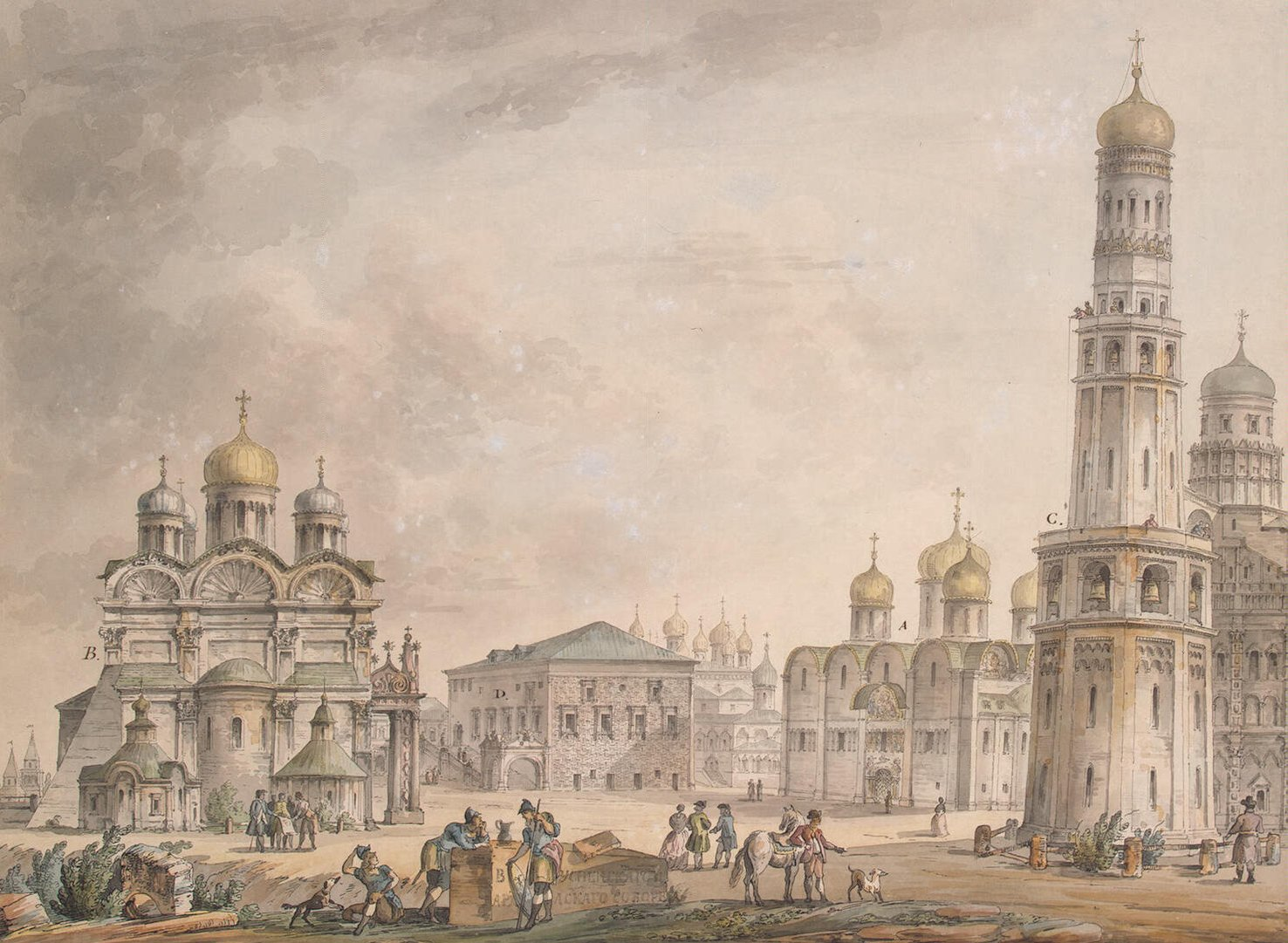
Соборна площа Московського кремля, 1797 рік.

храм був розписаний княжої артіллю з російських іконописців, старшими в якій були Захарій, Йосип, Микола. У 1399 році собор знову розписав Феофан Грек з учнями. Зовнішність храму 1333 невідома, існує кілька суперечливих гіпотез про його розміри і типологію.
У 1471 році після погрому військами ординського васала Івана III Васильовича новгородців на річці Шелоні, до Архангельського собору протягом тижня були додані 2 дерев'яних прибудови, які під час кремлівської пожежі 1475 року згоріли, в 1481—1482 році до собору додали кам'яні прибудови.
Навесні 1505 за наказом Івана III Архангельський собор через неміцність розібрали. Тоді ж на його місці італійський архітектор Алевіз Фрязін (Новий) заклав собор, будівництво якого закінчили за Василія III в 1508 році. Як показали реставраційні дослідження 2000—2001 років (Ю. П. Мосунов, І. В. Калугіна та ін), собор прибудували до одного з будинків Казенного двору — «погребу на Казенному дворі», побудованому в 1485 році, розташованому на південно-заході від нього.

### Декор собору

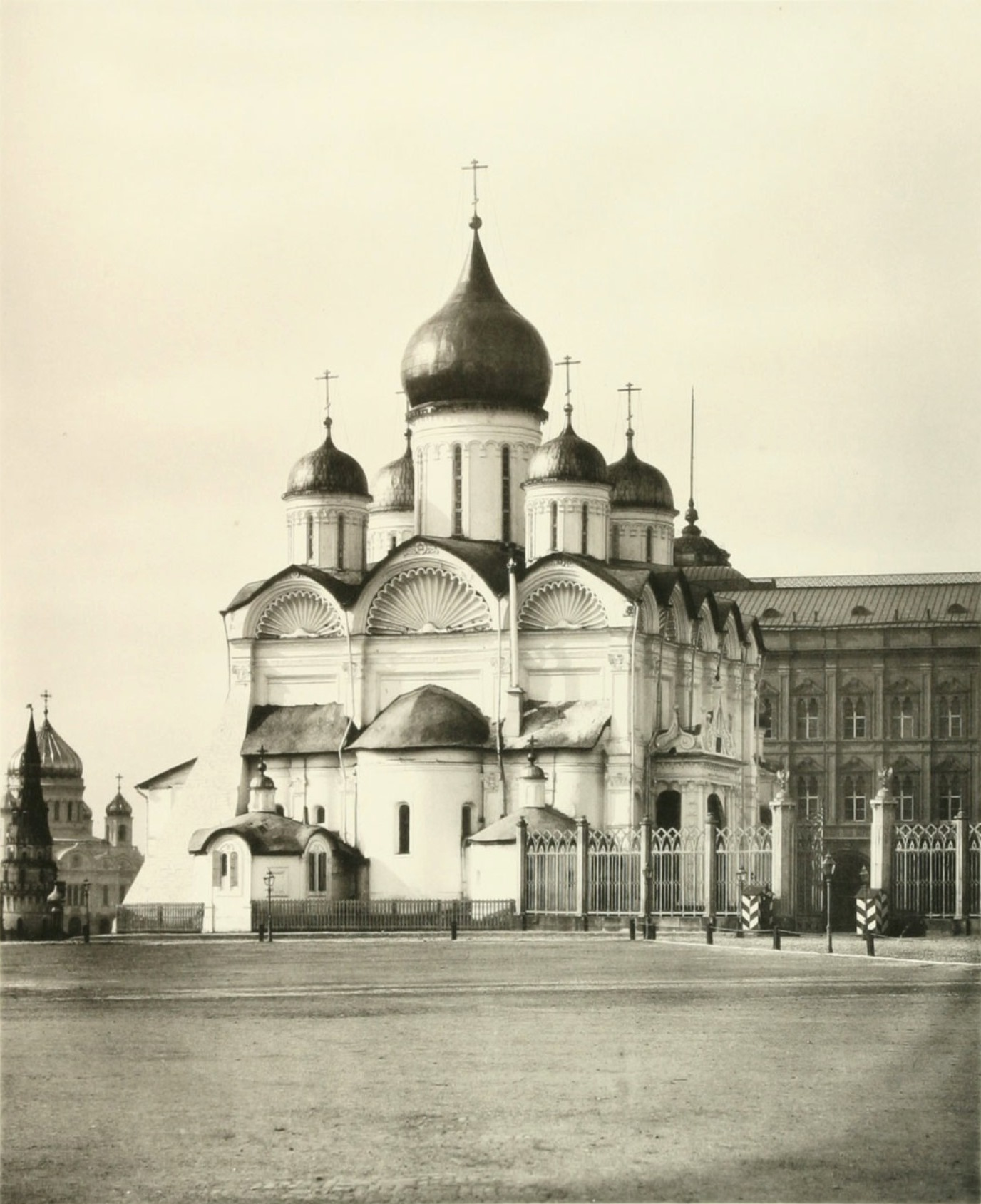
Східний фасад Архангельського собору з зовнішніми прибудовами, 1882 рік. (фото Миколи Найдьонова)

Унікальність Архангельського собору полягає в органічному поєднанні принципів побудови та пластичної обробки архітектурної форми, характерних для венеціанської школи XV століття, з просторовою структурою, визначеною замовником. Композиція собору являє собою перший в історії російського зодчества досвід інтерпретації архітектури Успенського собору московського кремля. Орієнтацією на цей зразок визначено шестистовпну структуру плану з 5 апсидами і п'ятибанням, вівтар розділений на 5 компартиментів, що дозволило розташувати поруч з вівтарем і жертовником головного храму бокові церкви, що існували раніше. Для розміщення інших 4 прибудов в західній частині собору були влаштовані полаті, куди вели 2 внутрістінних сходів.

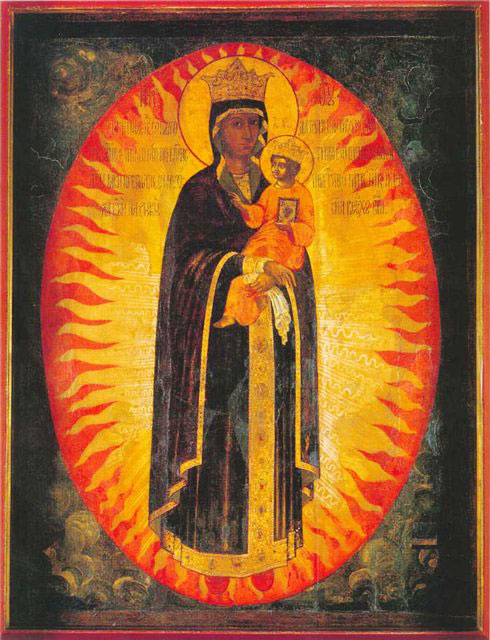
Ікона Божої Матері «Благодатне Небо»

Венеціанська архітектурна традиція проявилася насамперед у композиції фасадів — тут вперше в російській архітектурі застосований двох'ярусний ордер. Площини фасадів розділені по горизонталі класичними антаблементами, що спираються на пілястри з капітелями. Один з них всупереч російській традиції відрізає закомари від площини стін, що вплинуло на зміну системи декору російських храмів в XVI—XVII століттях. В Архангельському соборі закомари перетворилися на відомі у Венеції в XV столітті напівкруглі фронтони. Вони спочатку були прикрашені білокамінними фіалами, від яких до нашого часу збереглися основи у вигляді розеток з пальметами (фрагменти білокам'яних фіалів були знайдені на склепіннях собору в 40-х роках XX століття). Площини тимпанів закомар заповнені білокамінними раковинами, поширеними в італійській архітектурі кватроченто. Спочатку стіни собору були розписані «під цеглу», а ордерні деталі побілені. Венеціанська традиція виявилася і в трактуванні внутрішнього простору: Алевіз Новий вперше вніс в інтер'єр російського храму ордерну декорацію.
Але основних змін вигляд собору зазнав в XVIII столітті. Протягом цього століття були розібрані західні і східні паперті (1749—1750), повністю перебудована південна прибудова на честь Віднайдення голови Івана Предтечі. Вже в середині XVIII століття з південного боку собору існували контрфорси, в кінці століття на західному порталі звели цегляний портик з готичними білокамінними деталями. Ключові реставраційні роботи та перебудови були проведені у 1760-х роках українським культурним діячем, випускником Києво-Могилянської академії, митрополитом Амвросієм Зертис-Каменським.
У 1826 році розібрали залишки наземної палати льоху Казенного двору і побудували існуючу нині будівлю для священнослужителів.
Не залишилось свідчень про розписи собору при Василеві III. Очевидно, вперше собор був розписаний уже при Івані IV в 1564—1565 роках. Існуючий нині розпис в основному відносяться до сер. XVII століття. Його створювали 92 майстри, серед яких Симон Ушаков, С. Різанець, Ф. Зубов, Ф. Козлов, І. Філатов, Г. Нікітін. За винятком деяких нових сюжетів, майстри повністю повторили унікальну іконографію фресок 60-х років XVI століття. Примітною частиною стінопису є галерея умовних портретів князів і царів, похованих у соборі, а також їх предків — князів Володимирських.

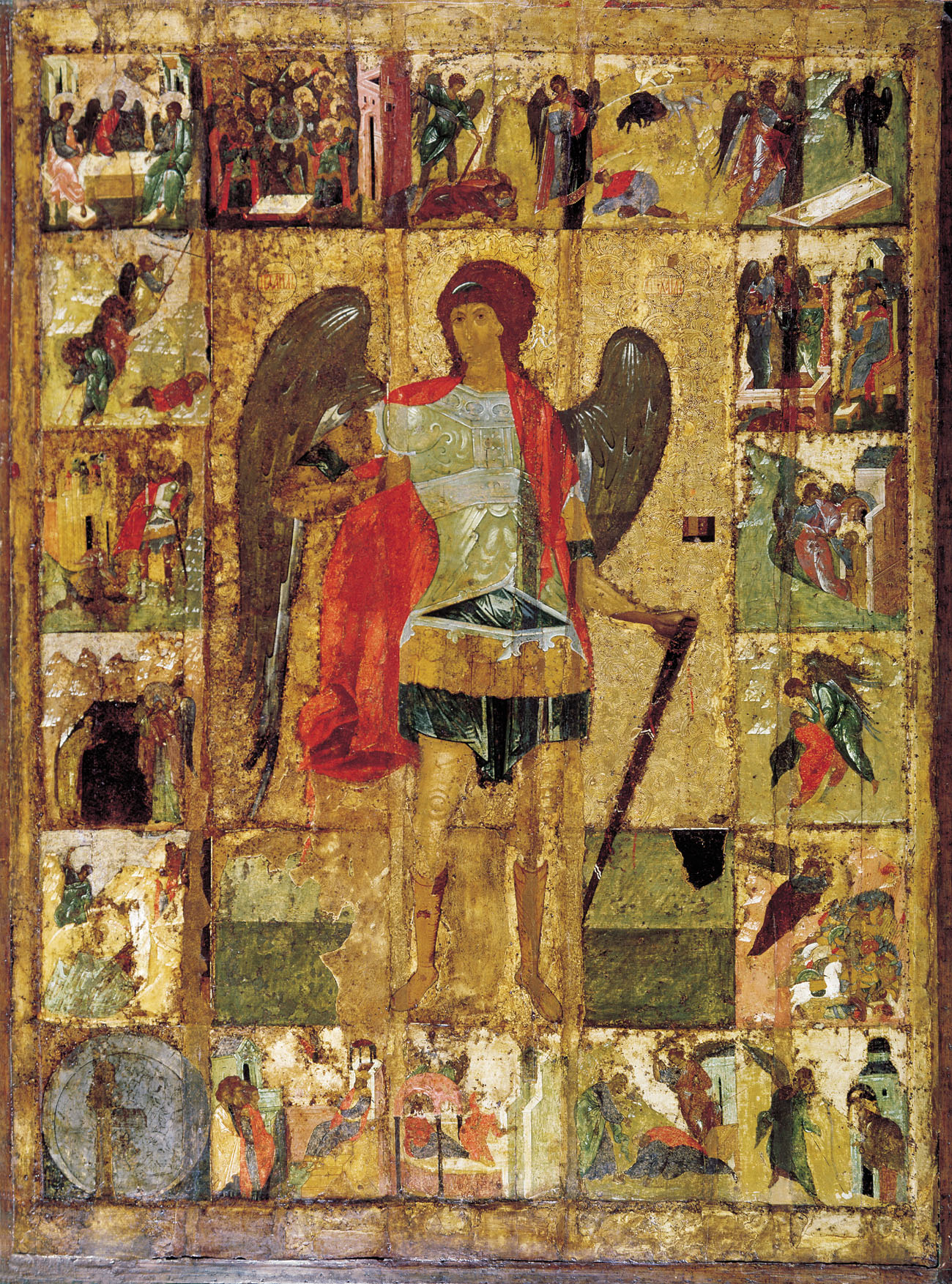
«Архангел Михаїл з діяннями»

Іконостас 1508 згорів під час пожежі 1547 року. Від його первісного вигляду зберігся тільки фрагмент кам'яної вівтарної перепони. Під час відновлювальних робіт після пожежі був споруджений новий іконостас, від якого вціліли 2 дерев'яних тябло, що зберегли на лицьовій стороні орнаментальну розпис сер. XVI століття. Існуючий нині іконостас виготовлений царськими різьбярами в 1679—1680 році. До цього ж часу належить і більшість ікон. Найбільш древнім слід вважати храмовий образ «Архангел Михаїл з діяннями», який датується межею XIV—XV століть.
В Архангельському соборі знаходиться Ікона Божої Матері, іменована «Благодатне Небо».
У літописах і документах XVI—XVII століття в Архангельському соборі згадуються бічний вівтар в ім'я Симеона Стовпника, Андрія Критського, Іоана Ліствичника, апостола Акили, блаженного Іоанна Милостивого, в честь Оновлення храму Воскресіння, Здобуття глави Івана Предтечі, Покрови Богородиці. Найбільші зміни в оздоблені собору відбулися в 1785 році, коли були скасовані боковий вівтар на хорах, в 1848 році сюди було винесено престол в честь Покрови Богородиці. У 1918 році Архангельський собор був закритий.

## Реставрація і відновлення богослужінь

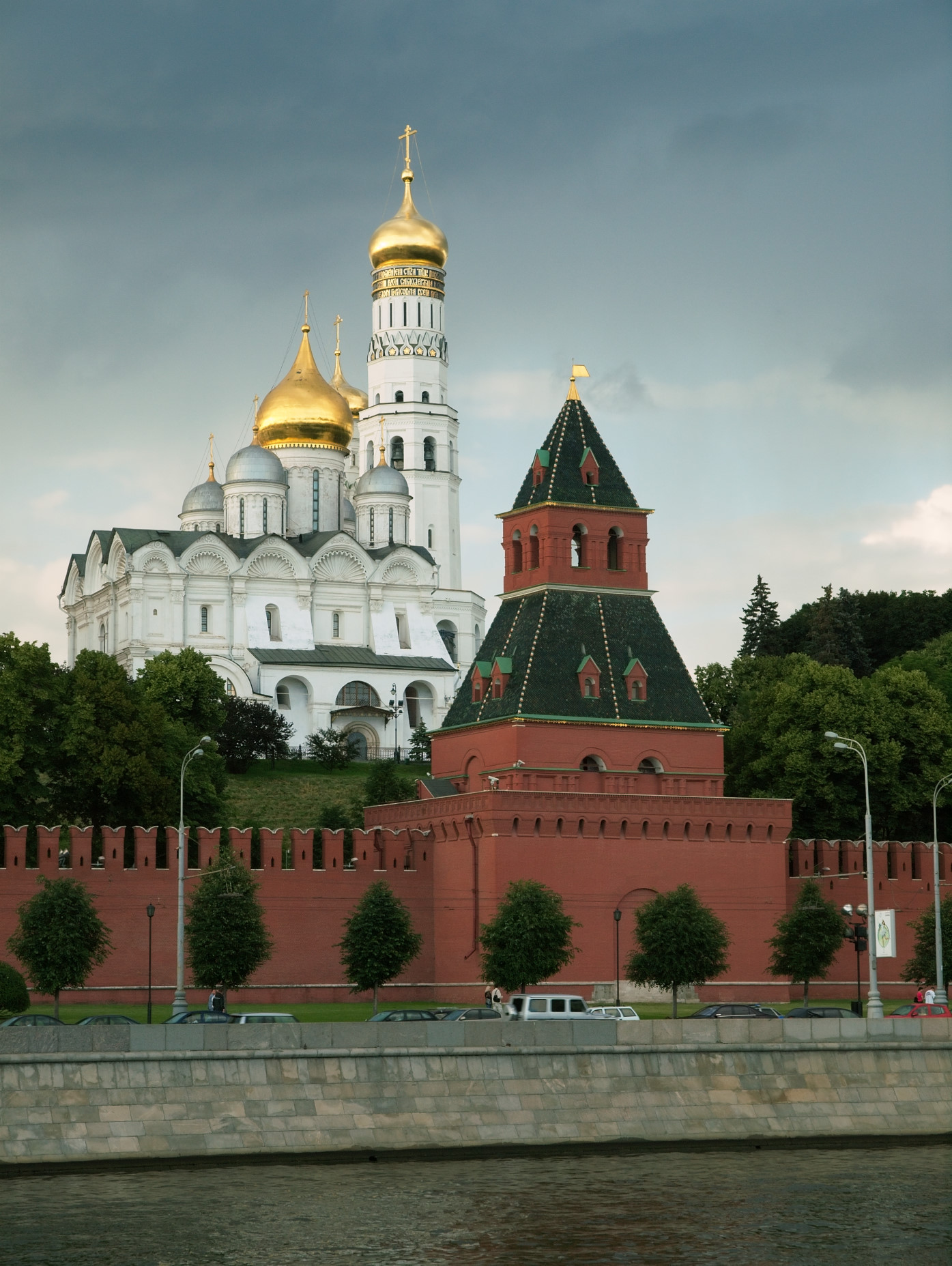
Сучасний вигляд Архангельського собору

У 1918 проведено роботи з відновлення вівтарної частини собору, що постраждала під час обстрілу Кремля революційними військами. У 1920-1940-х реставраційні роботи продовжились.
У 1955 році відкрили вільний доступ до музею Архангельського собору.
У 1960-х тривали дослідні та ремонтні роботи (В. Н. Меркелова тощо), тоді ж проведені археологічні дослідження, під час яких виявили залишки білокам'яних кладок, необґрунтовано віднесені до XIII століття, і цегельної підлоги з покриттям з керамічних полив'яних плиток.
Реставрацію розписів собору провели в 1953—1955, реставрацію іконостасу — в 1979—1980.
28 травня 1991 в соборі поновилися богослужіння, перше звершив Патріарх Московський і всієї Русі Алексій II.
У 2000—2001 проводилися дослідження приміщень над хорами і для священнослужителів, погреби Казенного двору.

## Некрополь Архангельського собору

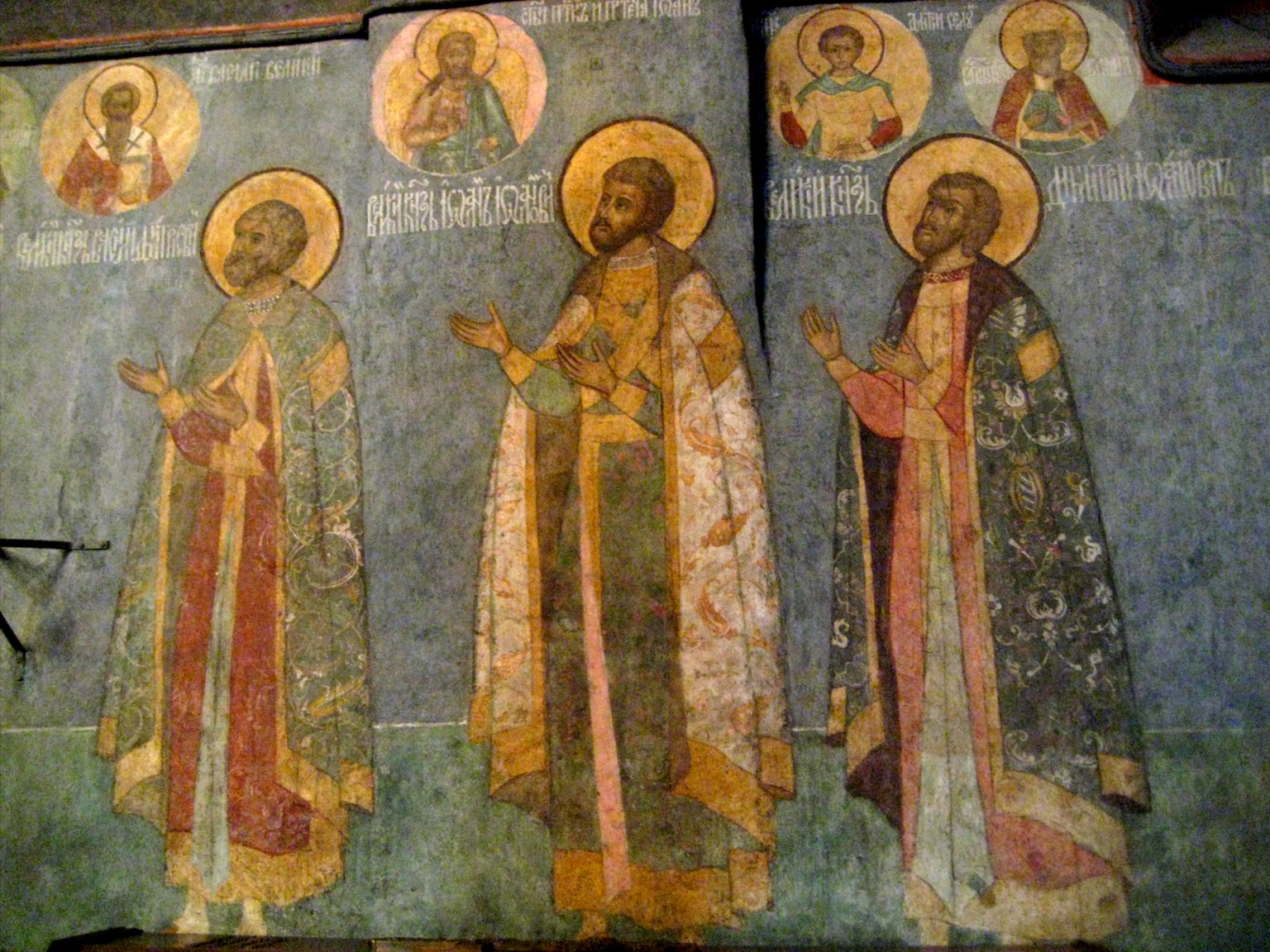
Фрески з зображенням московських князів над їх гробами в Архангельсому соборі

У напівтемному інтер'єрі собору височіють 46 масивних кам'яних гробниць московських князів і царів, починаючи з Івана I Калити і закінчуючи братом Петра I Іваном V. Виняток становлять князь Данило Олександрович, похований в Даниловому монастирі, і князь Юрій Данилович, брат Калити, похований в Успенському соборі, а також Борис Годунов. Його останки викинули звідси в 1606 році Лжедмитрієм і відвезені в Троїце-Сергієву лавру. Тут є могили полководця М. В. Скопіна-Шуйського, імператора Петра II, який помер 1730 року в Москві від віспи. Тут були упокоєні мощі святих мучеників князя Михайла Всеволодовича Чернігівського і його боярина Федора, які загинули в Орді 1246 року. В Архангельському соборі поховані й Худай-Кул (Петро Ібрагімович), цар казанський і царевич татарський Олександр Сафагіреєвич, син цариці Сююмбіке. Це свідчить про те, що, за словами російського духовного письменника А. Н. Муравйова,
|  | не муками і не вогнищами, як колись князів чернігівських, тверських і рязанських, розтерзаних в Орді за віру предків, а лагідним світлом Євангельської істини закликала святая Русь заскнілих ворогів своїх з темряви язичництва в благодатне царство Христове. |

У соборі є гробниці багатьох удільних князів з московського княжого дому — Юрія Звенигородського, Василя Косого, Юрія Дмитровського, Василя Ярославовича Боровського, Андрія Углицького, а також героя Куликовської битви Володимира Хороброго, князя Серпуховського. Слід зазначити, що в стінах собору лежать поруч ті, хто були за життя непримиренними.